# Lukas Aukštikalnis
Lukas Aukštikalnis (Panevėžys, 19 de agosto de 1995) é um basquetebolista profissional lituano que atualmente defende o Lietkabelis. O atleta possui 1,96m de altura, pesa 80 kg e atua na posição armador.